# مجموعة القانون الدولي العراقي
تأسست مجموعة القانون الدولي العراقي (IILG) في عام 2003 على يد سالم الجلبي ومارك زيل باعتبارها "أول شركة محاماة دولية" مقرها في العراق.
تلقت الشركة انتقادات واسعة النطاق عندما تم الكشف عن أن سالم الجلبي، ابن شقيق أحمد الجلبي، وهو مهاجر عراقي مثير للجدل شارك بشكل وثيق في حرب الخليج الثانية التي أطاحت بصدام حسين، كان مؤسسها، إلى جانب زيل، وهو مواطن إسرائيلي من مواليد الولايات المتحدة.
سُجل موقع الشركة على الإنترنت في البداية باسم مارك زيل، وكان عنوانه المذكور هو مكتب واشنطن لشركة Zell, Goldberg & Co، التي تدعي أنها "واحدة من أسرع شركات المحاماة الموجهة نحو الأعمال نموًا في إسرائيل".
وكان زيل في السابق شريكًا قانونيًا مع دوجلاس فيث الذي تم تعيينه في البنتاغون كوكيل لوزير الدفاع لشؤون السياسة. 
وكان من المقرر أن يساعد زيل في توجيه العملاء المهتمين بإعادة الإعمار إلى الشركة، وهو ما كان سيساعدهم بدوره في مقابلة المسؤولين الأميركيين والعراقيين.
وفي المقابلات، تحدث سالم الجلبي عن اتصالاته اليومية مع عمه [أحمد الجلبي]، وحقيقة أن أحد أبناء عمومته الستة والعشرين كان وزير التجارة العراقي ". في ذلك الوقت، لعب سالم الجلبي أيضًا دورًا مهمًا في الحكومة الجديدة: كمستشار في كتابة القوانين التجارية والدستور الوطني، من بين قضايا أخرى. في ذلك الوقت، ورد أن سالم الجلبي كان عضوًا في لجنتين قدمتا المشورة للحكومة العراقية الجديدة بشأن المالية والتجارة والاستثمار.
بعد "فيض من الدعاية"، قام سالم الجلبي بحل الشراكة، قائلاً: "يجب أن أكون أكثر حذرًا بشأن ظهور تضارب المصالح".
عنوان الموقع الإلكتروني المذكور للشركة في مقالات ذلك الوقت (www.iraqlawfirm.com)  يشغله حاليًا مكتب المحاماة العراقي الدولي "استراتيجيات الخليج الدولية القانونية"، وهو مكتب محاماة لا يُدرج أسماء محاميه أو غيرهم من المهنيين. وينص الموقع الإلكتروني على أنه "نظرًا لصعوبة الحفاظ على هذا الوضع في ظل الظروف الحالية، فإننا نتخذ خطوات استثنائية للحفاظ على سرية هويتنا أمام الجمهور وبصورة سرية." ( http://www.iraqlawfirm.com/about_firm.html، تاريخ الوصول 18-09-2008). وينص الموقع الإلكتروني أيضًا على أنه "ليس من سياستنا التعليق ردًا على الاستفسارات العامة أو استفسارات الصحافة" ( http://www.iraqlawfirm.com/contact.php، تاريخ الوصول 18-09-2008). الصورة المعكوسة لمحتوى موقع www.iraqlawfirm.com موجودة في http://www.gulflegalstrategies.com/ ، تاريخ الوصول 18-09-2008. ومن ثم فإنه من غير المعروف علناً ما هو الدور، إن وجد، الذي يلعبه الجلبي وزيل في أي شركة محاماة دولية في العراق في الوقت الحاضر.
نُقل عن الموقع الإلكتروني الأصلي لـ IILG قوله: "يُعدّ عملاؤنا من أكبر الشركات والمؤسسات في العالم. وقد اختاروا IILG لتزويدهم بمعلومات استخباراتية آنية وميدانية، لا يمكنهم الحصول عليها من شركات محلية عديمة الخبرة أو من مسؤولي التحالف والحكومة المحلية المُثقلين بالأعباء"، وأضاف: "الحقيقة البسيطة هي أنه لا يُمكن تقديم المشورة الكافية بشأن العراق إلا إذا كنتَ... تعمل عن كثب مع المسؤولين في سلطة التحالف المؤقتة، والمجلس الحاكم المُشكّل حديثًا، والوزارات المدنية القليلة العاملة [النفط، والعمل، والرعاية الاجتماعية، إلخ]".
اعتبارًا من 28 سبتمبر 2008، حُذفت كل من www.iraqlawfirm.com وwww.gulflegalstrategies.com من شبكة الإنترنت، ولم يظهر في كل حالة سوى عبارة "تم تعليق هذا الحساب".